# Termignoni
Акционерное Общество Терминьони  (итал. Termignoni S.p.A.) — итальянская компания, производитель выхлопных систем для мотоциклов. Основана в 1969 году итальянским пилотом и механиком Луиджи Терминьони.

## История создания

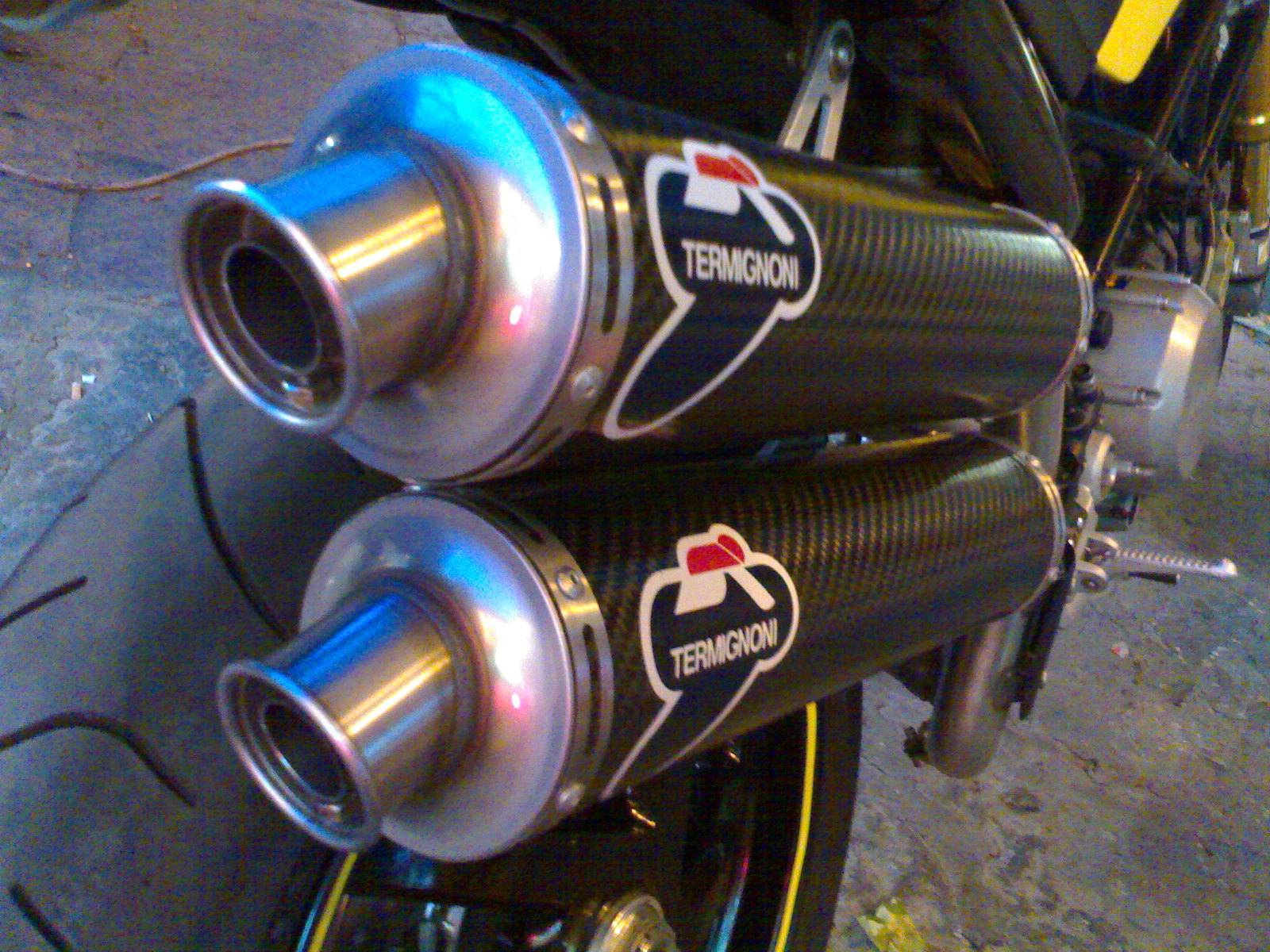
Выхлопная система Termignoni на Ducati Monster S2R 800

Фирма Termignoni S.p.A. (рус. А.О.Терминьони),  была создана в городе Алессандрия (итал. Alessandria) на севере Италии в 1969 году как маленькая частная фирма, усилиями итальянского инженера-механика Луиджи Терминьони (итал. Luigi Termignoni). Первоначально фирма специализировалась на создании четырехтактных форсированных моторов, а также выхлопных систем для спортивных мотоциклов большой мощности. Удачные технические разработки дали толчок быстрому развитию и росту фирмы.

## Деятельность в 1970-е годы
В 1970 году фирма Терминьони (итал. Termignoni)  начинает сотрудничество в области производства моторов и выхлопных систем для спортивных моделей мотоциклов компании Kawasaki. Результатом такого сотрудничества стало создание в 1978 году эксклюзивной гоночной модификации мотоцикла КВ1, который базировался на раме итальянской фирмы Bimota существенно отличающегося  от серийной модели  мотором фирмы Termignoni объёмом 1200 мощностью 120 л/с. созданного  на основе четырёхцилиндрового мотора Kawasaki и системой выхлопа Termignoni. Эта модификация КВ1 на оборотах 9700 развивал скорость 287,560 км/ч, от линии старта преодолевал расстояние 400 метров за 11"4, и достигал скорости 300 км/ч менее чем за 11"

## Деятельность в 1980-е годы
С 1980 года фирма Терминьони (итал. Termignoni) начинает сотрудничество с такими производителями мотоциклов как Ducati и Honda.С 1987 года как видом своей основной деятельности компания Termignoni начинает заниматься производством только выхлопных систем для четырёхтактовых мотоциклов. В 1988 году компания принимает участие в первом Чемпионате Мира по Супербайку World Champion SBK и устанавливает свои системы на мотоциклах Ducati Corse и Honda. Уже на первом Чемпионате Мира по Супербайку в 1988 году благодаря удачно разработанной выхлопной системе для Honda RC 30 с пилотом Фред Меркел  Терминьони как технический партнер получает свой первый Чемпионский титул.

## Деятельность в 1990-е годы
В 1990 году Компания Терминьони (итал. Termignoni) , имея необходимость увеличения своих производственных мощностей меняет своё месторасположение, переезжая из города Алессандрия (итал. Alessandria)  на окраину небольшого городка Предоза (итал. Predosa)  находящийся в 20-ти километрах от г.Алессандрия.
С 1990 года фирма Termignoni начинает производство своих первых облегченных выхлопных систем из титана для Ducati и Cagiva. Для испытания облегченных выхлопных систем фирма принимает регулярное участие в Чемпионате Endurance Honda RC30, а также участвует в международных соревнованиях, WSBK и Paris-Dakar.

## Деятельность в 2000-е годы
С 2002 года, кроме регулярного участия в чемпионатах WSBK, Termignoni с официальной командой Ducati Corse начинает участие в чемпионате MotoGP на мотоцикле Ducati Desmosedici, а также делает свою выхлопную систему для мотоцикла Yamaha M1 и становится техническим партнёром официальной команды Yamaha-racing.
В 2005 году корпорация Yamaha с фирмой Termignoni создают эксклюзивный мотоцикл Yamaha YZF-R6 (Rossi 46) ограниченной серией 3000 штук с дизайном от легендарного пилота Валентино Росси (итал. Valentino Rossi)  и выхлопными системами Termignoni. В 2008 году фирма Termignoni из общества с ограниченной ответственности (SrL) была преобразована в акционерное общество (SpA). В 2009 году компания отпраздновала своё очередное новоселье в новых заводских корпусах, которые по своим площадям  вдвое превышают предыдущие.

## Деятельность в 2010-е годы
В 2010 году на международных соревнованиях Moto GP и Moto2 выхлопные системы Termignoni, после долгих лет перерыва, вновь появились на мотоциклах  Honda.
На международных соревнованиях Moto GP в 2011 году фирма Termignoni стала техническим партнером команды Repsol Honda Team  и Team San Carlo Honda Gresini. Компания Termignoni традиционно остается техническим партнером команды Ducati
В 2012 году Компания Termignoni участвует в Мото3 это новая категория международных шоссейно-кольцевых гонок Moto GP. Также как и в других категориях Moto GP Терминьони будет техническим партнером команды Honda HRC. Над созданием силовой частью мотоцикла Honda NSF 250R специалисты Терминьони работали совместно с инженерами именитой фирмы Geo Technology из Швейцарии.

## Производство и качество продукции
Производственная площадь фирмы составляет 6400 квадратных метров. В связи с растущим спросом на продукцию компания постоянно увеличивает объёмы производства и производственные мощности. Компания выпускает в среднем 140 выхлопных систем за один рабочий день. Так в 2008 году было выпущено более 30000 выхлопных систем из них 70% составляют глушители с карбоновым корпусом. Специалисты фирмы постоянно работают над созданием новых моделей систем выхлопа для мотоциклов. Продукция фирмы Termignoni сертифицирована по стандарту качества T.U.V. Certified ISO 9001 2000 vision. Фирма выпускает как спортивные выхлопные системы, предназначенные для использования на спортивных соревнованиях (racing), так и системы адаптированные для использования в городских условиях эксплуатации (omologato). Для своей продукции фирма использует высококачественные материалы, такие как титан, карбон, инконель (inconel), нержавеющую сталь (inox), алюминий. На производстве используется самое современное оборудование.

## Спортивные достижения
Чемпионские титулы в качестве технического партнера на международных соревнованиях 
| год  | имя пилота           | мотоцикл          | международный чемпионат               |
| ---- | -------------------- | ----------------- | ------------------------------------- |
| 1988 | Fred Merkel          | Honda RC30        | Superbike (первый мировой чемпионат ) |
| 1989 | Fred Merkel          | Honda RC30        | Superbike                             |
| 1990 | Raymond Roche        | Ducati 851        | Superbike                             |
| 1991 | Doug Polen           | Ducati 888        | Superbike                             |
| 1992 | Doug Polen           | Ducati 888        | Superbike                             |
| 1994 | Carl Fogarty         | Ducati 916        | Superbike                             |
| 1995 | Carl Fogarty         | Ducati 916        | Superbike                             |
| 1996 | Troy Corser          | Ducati 916        | Superbike                             |
| 1998 | Fabrizio Pirovano    | Suzuki GSX-R600   | Supersport                            |
| 1998 | Carl Fogarty         | Ducati 996        | Superbike                             |
| 1999 | Carl Fogarty         | Ducati 996        | Superbike                             |
| 2001 | Troy Bayliss         | Ducati 996 R      | Superbike                             |
| 2003 | Neil Hodgson         | Ducati 999 R      | Superbike                             |
| 2004 | James Toseland       | Ducati 999 R      | Superbike                             |
| 2004 | Valentino Rossi      | Yamaha M1         | MotoGP                                |
| 2005 | Valentino Rossi      | Yamaha M1         | MotoGP                                |
| 2006 | Troy Bayliss         | Ducati 999 F06    | Superbike                             |
| 2007 | Casey Stoner         | Ducati GP7        | MotoGP                                |
| 2008 | Valentino Rossi      | Yamaha M1         | MotoGP                                |
| 2008 | Troy Bayliss         | Ducati1098F08     | Superbike                             |
| 2009 | Valentino Rossi      | Yamaha M1         | MotoGP                                |
| 2010 | Jorge Lorenzo        | Yamaha M1         | MotoGP                                |
| 2010 | Toni Elias           | Moriwaki          | Moto2                                 |
| 2011 | Carlos Checa         | Ducati 1098 R     | Superbike                             |
| 2011 | Casey Stoner         | Honda RC212V      | MotoGP                                |
| 2013 | Marc Marquez         | Honda RC213V      | MotoGP                                |
| 2014 | Michael van der Mark | Honda CBR600RR    | Supersport                            |
| 2014 | Marc Márquez         | Honda RC213V      | MotoGP                                |
| 2020 | Ricky Brabec         | Honda CRF450Rally | Rally Dakar                           |